# Oxandra
Oxandra is een geslacht van planten uit de familie Annonaceae. De soorten uit het geslacht komen voor van Mexico tot in tropisch Zuid-Amerika.

## Soorten
- Oxandra aberrans Maas & Junikka
- Oxandra asbeckii (Pulle) R.E.Fr.
- Oxandra bolivarensis Maas & Junikka
- Oxandra espintana (Spruce ex Benth.) Baill.
- Oxandra euneura Diels
- Oxandra guianensis R.E.Fr.
- Oxandra krukoffii R.E.Fr.
- Oxandra lanceolata (Sw.) Baill.
- Oxandra laurifolia (Sw.) A.Rich.
- Oxandra leucodermis (Spruce ex Benth.) Warm.
- Oxandra longipetala R.E.Fr.
- Oxandra macrophylla R.E.Fr.
- Oxandra martiana (Schltdl.) R.E.Fr.
- Oxandra maya Miranda
- Oxandra mediocris Diels
- Oxandra oblongifolia R.E.Fr.
- Oxandra panamensis R.E.Fr.
- Oxandra polyantha R.E.Fr.
- Oxandra reticulata Maas
- Oxandra rheophytica Maas & Junikka
- Oxandra riedeliana R.E.Fr.
- Oxandra saxicola Maas & Junikka
- Oxandra sessiliflora R.E.Fr.
- Oxandra sphaerocarpa R.E.Fr.
- Oxandra surinamensis Jans.-Jac.
- Oxandra unibracteata J.C.Lopes, Junikka & Mello-Silva
- Oxandra venezuelana R.E.Fr.
- Oxandra xylopioides Diels